# Museo de Arquitectura de Estonia
El Museo de Arquitectura de Estonia (en estonio: Eesti Arhitektuurimuuseum) es un museo dedicado a la arquitectura ubicado en Tallin, Estonia. Se encuentra situado en el barrio Rotermann. El museo es miembro del Consejo Internacional de Museos de Arquitectura —ICAM, por sus siglas en inglés—.

## Historia
El museo fue fundado el 1 de enero de 1991 con el propósito de documentar, preservar y dar a conocer al público la historia de la arquitectura estonia y su evolución contemporánea. Inició sus actividades en un espacio provisional en Kooli 7, en el casco antiguo de Tallin, donde sus colecciones se alojaban en la torre medieval Loewenschede. En 1996, el museo se trasladó al antiguo almacén de sal del barrio Rotermann, el cual fue abierto al público el 7 de junio de ese mismo año.

## Edificio
La bodega abovedada del edificio, construida según un proyecto del ingeniero germano-báltico Ernst Boustedt en 1908, estaba destinada originalmente al almacenamiento de sal. Entre 1995 y 1996, el edificio fue remodelado siguiendo un proyecto del arquitecto Ülo Peil y del arquitecto de interiores Taso Mähar, ambos del estudio de arquitectura Urbel & Peil. Durante la remodelación, la estructura —que originalmente era de una sola planta— fue dividida en varios niveles mediante un entrepiso y la incorporación de galerías, con el fin de crear una mayor cantidad de espacios expositivos con diferentes características.

## Colecciones
Las colecciones del museo se dividen en archivo, fotografía, maquetas, mobiliario y arte. La colección de archivos cuenta con aproximadamente 11 500 objetos, entre los que se incluyen planos urbanos, proyectos de construcción, dibujos arquitectónicos, fotografías y manuscritos. La colección fotográfica reúne casi 18 000 elementos, entre fotografías y negativos. Más de 200 piezas (maquetas arquitectónicas de distintos estilos) forman parte de la colección de maquetas del museo. Las colecciones de mobiliario y arte también incluyen objetos relacionados con arquitectos, como muebles, dibujos, pinturas y obras gráficas diseñadas por ellos.